# Mainxe
Mainxe ist eine Ortschaft und eine ehemalige französische Gemeinde mit 676 Einwohnern (Stand 1. Januar 2022) im Département Charente in der Region Nouvelle-Aquitaine (vor 2016 Poitou-Charentes). Sie gehörte zum Arrondissement Cognac und zum Kanton Jarnac. Die Einwohner werden Mainxois genannt.
Mit Wirkung vom 1. Januar 2019 wurden die ehemaligen Gemeinden Mainxe und Gondeville zur Commune nouvelle Mainxe-Gondeville zusammengelegt. Die ehemaligen Gemeinden haben in der neuen Gemeinde den Status einer Commune déléguée. Der Verwaltungssitz befindet sich im Ort Gondeville.

## Geographie
Mainxe liegt etwa 14 Kilometer ostsüdöstlich von Cognac. Die Charente begrenzt das Gebiet im Norden. Nachbarorte von Mainxe sind Jarnac im Norden, Gondeville im Nordosten, Saint-Même-les-Carrières im Osten und Südosten, Segonzac im Süden und Südwesten sowie Bourg-Charente im Westen und Nordwesten.

## Bevölkerungsentwicklung
| Jahr                       | 1962 | 1968 | 1975 | 1982 | 1990 | 1999 | 2006 | 2013 |
| Einwohner                  | 618  | 627  | 569  | 543  | 558  | 519  | 590  | 696  |
| Quellen: Cassini und INSEE |      |      |      |      |      |      |      |      |

## Sehenswürdigkeiten
- Kirche Saint-Mauric, 1858 bis 1862 wieder errichtet

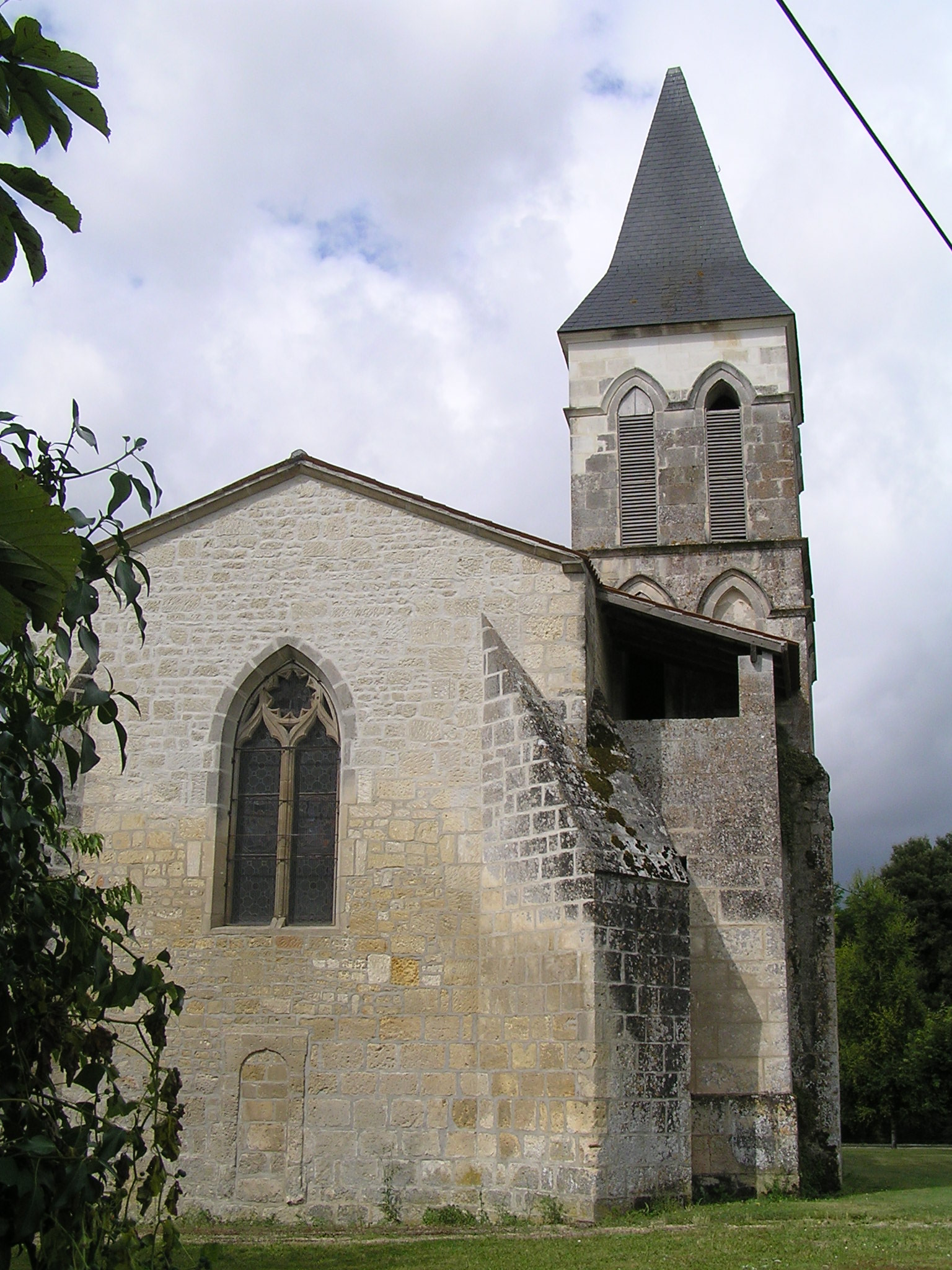
Kirche Saint-Maurice

- protestantische Kirche